# Згорње Пољчане
Згорње Пољчане (словен. Zgornje Poljčane) је насељено место у општини Пољчане, Подравска регија, Словенија.

## Историја
До територијалне реорганизације у Словенији биле су у саставу старе општине Словенска Бистрица.

## Становништво
У попису становништва из 2011. године, Згорње Пољчане су имале 885 становника.
| Број становника према пописима | Број становника према пописима | Број становника према пописима |
| ------------------------------ | ------------------------------ | ------------------------------ |
| 1991                           | 2002                           | 2011                           |
| 611                            | 815                            | 885                            |

Напомена: До 1957. исказивано под именом Пољчане.